# Hannie Schaft
Jannetje Johanna (Jo) Schaft, née le 16 septembre 1920 et morte le 17 avril 1945, est une résistante communiste néerlandaise pendant la Seconde Guerre mondiale. Elle est connue comme « la fille aux cheveux roux » (en néerlandais Het meisje met het rode haar). Son pseudonyme de résistante était Hannie.

## Biographie

### Enfance et éducation
Hannie Schaft naît à Haarlem, capitale de la Hollande-Septentrionale. Sa mère est une mennonite et son père est attaché au Parti social-démocrate des ouvriers ; les deux ont une attitude très protectrice avec Hannie après la mort de sa sœur aînée.
Dès son plus jeune âge, elle discute de politique et de justice sociale avec sa famille, qui l'encourage à poursuivre des études de droit et à devenir avocate des droits de l'Homme. Au cours de ses études à l'université d'Amsterdam, elle se lie d’amitié avec les étudiantes juives Philine Polak et Sonja Frenk. Elle découvre alors les persécutions dont les Juifs sont victimes. En 1943, pendant l'occupation allemande des Pays-Bas, on exige des étudiants de l'université qu’ils signent une déclaration d'allégeance aux autorités d'occupation.
Lorsque Schaft refuse de la signer comme 80 % des autres élèves, elle doit abandonner ses études et retourner vivre avec ses parents.

### Résistance

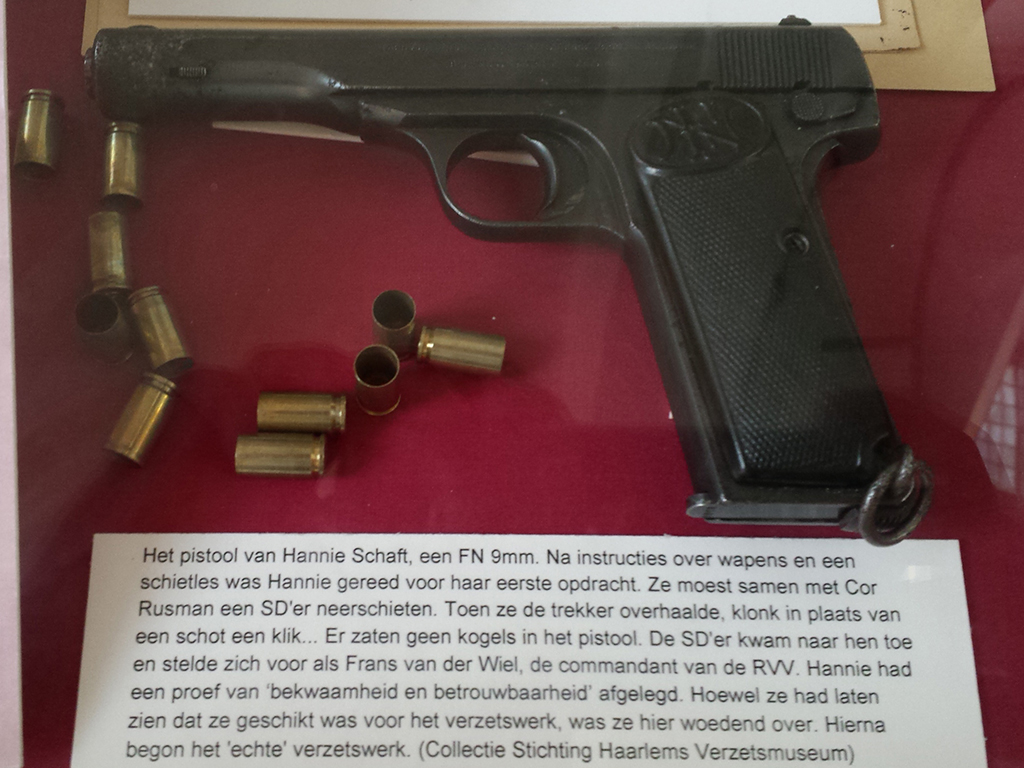
Pistolet de Hannie Schaft

Le travail de résistante de Schaft commence par des petits actes. Tout d'abord, elle vole des cartes d'identité pour les résidents juifs (dont ses amis). Après avoir quitté l'université, elle a rejoint le Raad van Verzet (nl) ou « Conseil de la Résistance », un mouvement de résistance qui a des liens étroits avec le Parti communiste des Pays-Bas. Plutôt qu'être messagère, elle préfère prendre les armes. Elle est responsable du sabotage et de l'assassinat de plusieurs cibles. Elle effectue de nombreuses attaques sur des allemands, des nazis néerlandais, des collaborateurs et des traîtres. Elle apprend à parler allemand couramment et travaille avec les soldats ennemis.

Schaft n'a pas, cependant, accepté tous les emplois. Par exemple, lorsqu'on lui demande de kidnapper les enfants d'un officiel nazi, elle refuse. Si le plan échouait, les enfants auraient été tués, et Schaft se sentit trop proche des actes de terreur nazies. Après avoir été vue lors d'un assassinat, Schaft est identifiée comme « la fille aux cheveux roux ». Elle est placée sur la liste des personnes les plus recherchées par les nazis.

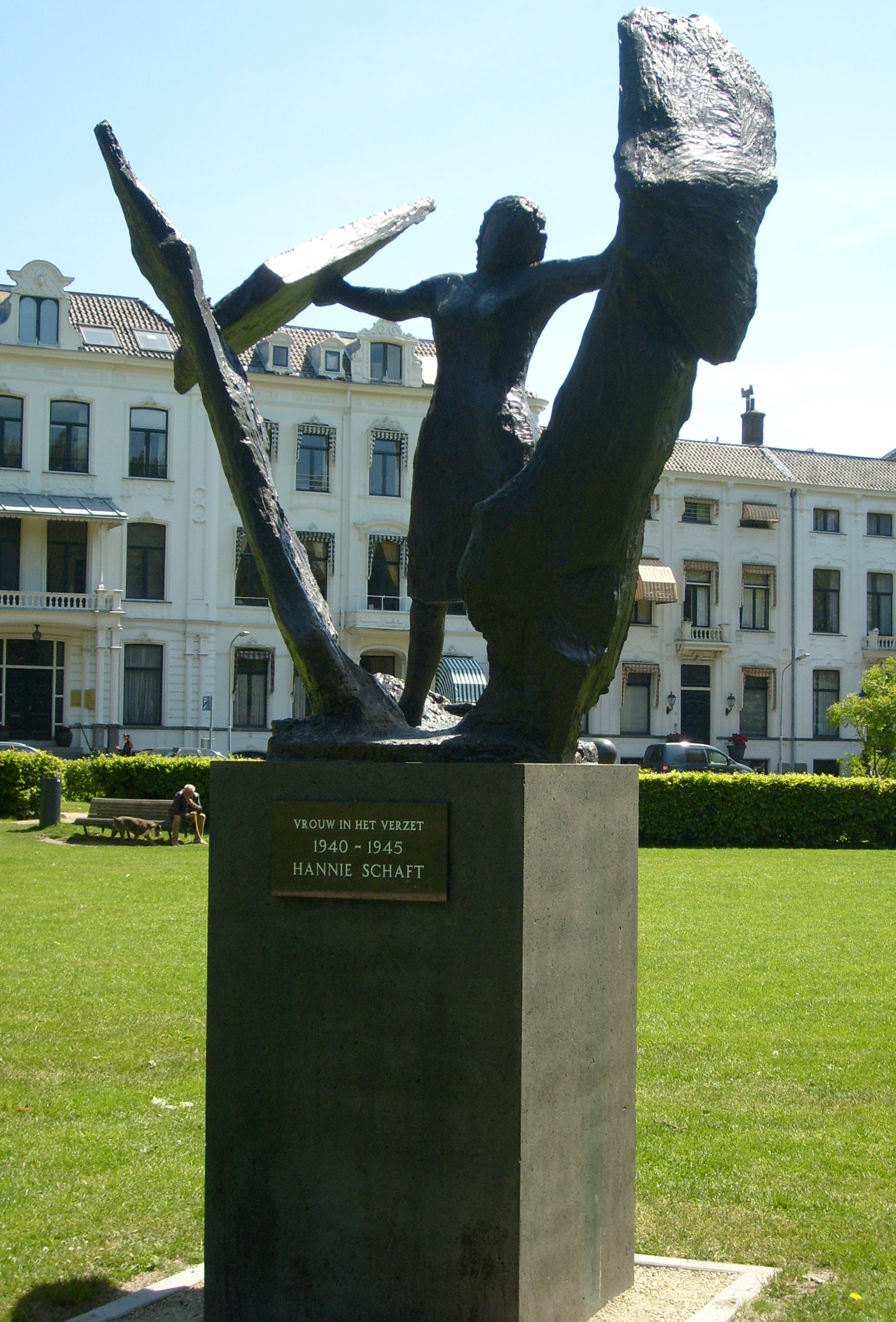
Monument à Hannie Schaft au Kenaupark, Haarlem

Lorsque l'un de ses amis et compagnon de résistance est blessé pendant une tentative d'assassinat, celui-ci donne par erreur son nom à des nazies néerlandaises déguisées en infirmières. Pour forcer Schaft à avouer, les autorités allemandes arrêtent ses parents et les envoient au Camp de concentration de Herzogenbusch. La situation force Schaft de cesser la résistance temporairement pour permettre la libération de ses parents.
Lors de leur sortie, Schaft teint ses cheveux en noir pour cacher son identité et recommence ses actes de résistance. Elle contribue de nouveau à des assassinats et à des actes de sabotage, ainsi qu'au transport des messages et des armes illégales et à la diffusion des journaux.

### Mort
Elle est arrêtée à un point de contrôle militaire le 21 mars 1945 alors qu'elle distribue le journal illégal De Waarheid. Après plusieurs interrogatoires, séances de torture et confinement, Schaft est identifiée comme la fille aux cheveux roux.
Schaft est assassinée par un fonctionnaire nazi néerlandais le 17 avril 1945. Bien qu'à la fin de la guerre, il y eut un accord entre l'occupant et le Binnenlandse Strijdkrachten (nl) pour arrêter les exécutions, elle est abattue trois semaines avant la fin de la guerre dans les dunes de Bloemendaal. Deux hommes l'y emmènent et lui tirent une balle à courte distance, la blessant seulement. Elle aurait dit à ses bourreaux : « je tire mieux que toi », après quoi, le deuxième homme l'aurait abattue.
Le 27 novembre 1945, Schaft est inhumée avec des funérailles d'État. La reine Whilhelmine décrit Schaft comme « le symbole de la Résistance ». Toutefois, lors de la chute de popularité du communisme aux Pays-Bas, les commémorations en l'honneur de Schaft sont interdites.

## Postérité

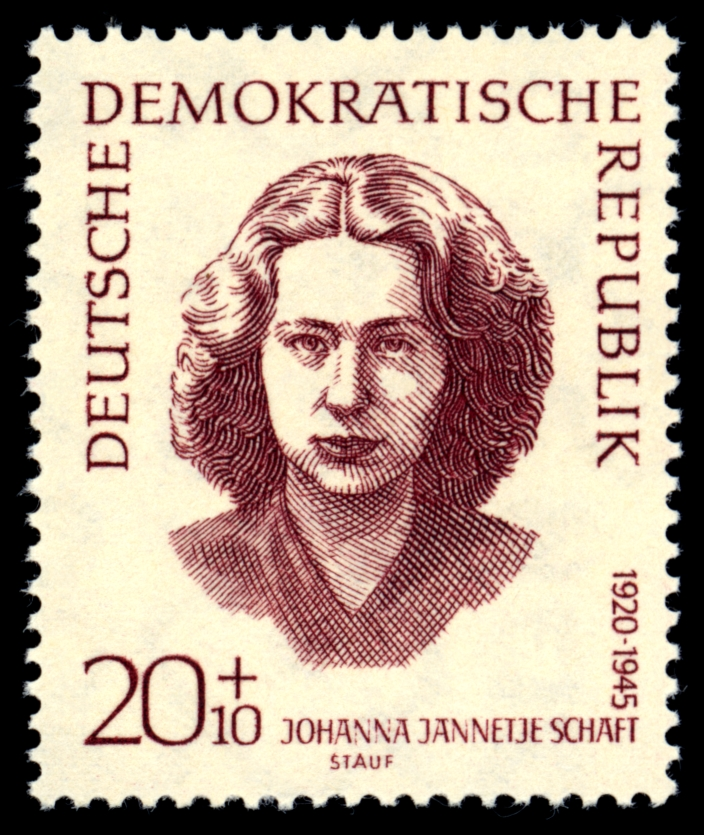
Timbre de République démocratique allemande avec un portrait d'Hannie Schaft.

Parce que le parti communiste néerlandais la célèbre comme une icône, sa popularité diminue au fil des années d'après-guerre, au point que la commémoration sur sa tombe est interdite en 1951.
Au début des années 1990, grâce à la Hannie Schaft Memorial Foundation, des commémorations sont à nouveau autorisées. Le dernier dimanche de novembre aux Pays-Bas est le jour du souvenir de la vie et des actes de Schaft.
Un événement est organisé chaque année à Haarlem.

## Dans la fiction

### Ouvrages
- Harry Mulisch, L’Attentat [« De aanslag »], Paris, Calmann-Lévy, 1984, 234 p. (ISBN 2-7021-1298-6)
- (nl) Theun de Vries, Het meisje met het rode haar, Querido, 2015 (ISBN 978-90-214-5917-2)

### Filmographie
- L'Assaut, de Fons Rademakers (1986)
- Het Meisje met het Rode Haar, de Ben Verbong (1981)